# Caffrocrambus carneades
Caffrocrambus carneades là một loài bướm đêm trong họ Crambidae.